# Пиле моје (албум из 1984)
Пиле моје је четврти студијски албум Лепе Брене и њеног бенда, Слатког греха. Албум је издат за ПГП РТБ 17. новембра 1984.

## О албуму
Главни продуцент албума овај пут је био Саша Поповић, члан Слатког греха. Албум је промовисан у новогодишњем програму националне телевизије у којем су гледаоци имали прилику да виде Лепу Брену у издањима која су достојна Холивуда. Као највећи хитови на албуму издвојили су се: Хеј Шеки, Шеки, Нежна жена, Јанош и Пиле моје. Лепа Брена је након овог албума добила "Оскар популарности" и проглашена за певачицу године.

## Песме и аутори
1. Пиле моје 
 (П. Вуковић - С. Вуковић - П. Вуковић)
2. Мани земљу која Босну нема 
 (П. Вуковић - С. Гајић - П. Вуковић)
3. Љуби ме, Шабане 
 (А. Радуловић - М. Туцаковић - Е. Лесић/А. Радуловић)
4. Перице моја мерице 
 (К. Ковач - М. Туцаковић - К. Ковач)
5. Морам нешто љубити 
 (М. Аранђеловић Кемиш - М. Ж. Илић - М. Аранђеловић Кемиш)
6. Бобо, Бобо 
 (М. Марковић)
7. Шеик 
 (А. Поповић - М. Туцаковић/Љ. Степановић - А. Поповић)
8. Маче моје 
 (К. Ковач - М. Туцаковић - К. Ковач)
9. Нежна жена 
 (А. Поповић - Р. Мудринић - А. Поповић)
10. Јанош 
 (К. Ковач - М. Туцаковић - К. Ковач)
11. Ђорђе 
 (А. Поповић - М. Туцаковић - А. Поповић)
12. Шећеру, шећеру 
 (П. Вуковић - С. Цветковић - П. Вуковић)

## Продаја
| Држава          | Највиша позиција на листи | Сертификација  | Продаја  |
| --------------- | ------------------------- | -------------- | -------- |
| СФР Југославија | 1                         | 2x Дијамантски | 500,000+ |

## Информације о албуму
- Дизајн: Иван Ћулум
- Музички инжењер: Петар Гаковић
- Извршни продуцент: Милија Ђокић
- Продуцент: Саша Поповић, Предраг Вуковић
- Фото: Иван Мојашевић